# Endeide
Endeide (in greco antico: Ἐνδηίς?, Endēìs) è un personaggio della mitologia greca e fu la regina dell'isola di Egina.

## Genealogia
C'è una certa confusione nei miti rispetto ai genitori di Endeide: Apollodoro e Pausania ne fanno la figlia di Scirone, re dell'isola di Sciro, apparentemente un personaggio diverso dal più noto Scirone di Megara. Plutarco invece identifica esplicitamente il padre di Endeide con Scirone di Megara, e aggiunge che sua madre fu Cariclo, figlia di Cicreo. Autori successivi, tra cui Igino, hanno trascritto il nome di Scirone con quello del celebre centauro Chirone, aiutati in questo dal fatto che Cariclo è anche il nome della moglie del centauro. Secondo quest'ultima versione quindi Endeide diventa figlia di Chirone e Cariclo.
Le versioni coincidono invece sul fatto che Endeide fu sposa di Eaco, con il quale ebbe i figli Telamone e Peleo. Quest'ultimo divenne il padre di Achille.